# Love & Girls
"Love & Girls" (tạm dịch: Tình ái và con gái) là đĩa đơn tiếng Nhật thứ bảy của nhóm nhạc nữ Hàn Quốc Girls' Generation, được phát hành vào ngày 19 tháng 6 năm 2013.

## Lịch sử
Ngày 5 tháng 4 năm 2013, Girls' Generation được công bố là sẽ phát hành đĩa đơn tiếng Nhật đầu tiên trong năm, "Love & Girls", vào ngày 29 tháng 5 năm 2013. Đĩa đơn này sẽ được phát hành dưới hai phiên bản thông thường và giới hạn. Phiên bản thông thường bao gồm ca khúc chủ đề "Love & Girls" cũng như bài hát mặt B "Lingua Franca" (tiếng Nhật: リンガ・フランカ). Phiên bản giới hạn bao gồm một đĩa DVD chứa video âm nhạc của bài hát mặt B "Beep Beep" nằm trong đĩa đơn tiếng Nhật thứ sáu của nhóm, "Flower Power". Tuy nhiên ngày phát hành của "Love & Girls" đã bị hoãn lại đến ngày 19 tháng 6 năm 2013, đồng thời video âm nhạc của "Beep Beep" cũng được thay thế bởi video âm nhạc của "Love & Girls".

## Video âm nhạc
Video âm nhạc của "Love & Girls" được ghi hình vào ngày 17 tháng 4 năm 2013 với sự tham gia của các thành viên nữ trong fansite của Girls' Generation tại Nhật Bản. Video âm nhạc cũng như đĩa đơn ban đầu được lên lịch phát hành vào ngày 29 tháng 5 năm 2013, tuy nhiên việc phát hành đã bị hoãn để thay đổi một vài cảnh trong video. Video âm nhạc được ra mắt vào ngày 17 tháng 5 năm 2013 trên Space Shower TV.

## Danh sách bài hát
| Phiên bản Thông thường (CD) | Phiên bản Thông thường (CD)        | Phiên bản Thông thường (CD)   | Phiên bản Thông thường (CD)                  | Phiên bản Thông thường (CD) |
| STT                         | Nhan đề                            | Sáng tác                      | Sản xuất                                     | Thời lượng                  |
| --------------------------- | ---------------------------------- | ----------------------------- | -------------------------------------------- | --------------------------- |
| 1.                          | "Love & Girls"                     | Kamikaoru                     | Erik Lidbom, Ronny Svendsen, Anne Judith Wik | 3:07                        |
| 2.                          | "Lingua Franca (リンガ・フランカ)" | Hidenori Tanaka, Agehasprings | Andreas Oberg, Jon Hallgren, Ylva Dimberg    | 3:07                        |

| Phiên bản Giới hạn (CD+DVD) | Phiên bản Giới hạn (CD+DVD)    | Phiên bản Giới hạn (CD+DVD) |
| STT                         | Nhan đề                        | Thời lượng                  |
| --------------------------- | ------------------------------ | --------------------------- |
| 3.                          | "Love & Girls" (Video âm nhạc) |                             |

## Bảng xếp hạng

### Oricon
| Ngày phát hành      | Bảng xếp hạng      | Thứ hạng cao nhất | Doanh số khởi đầu | Tổng doanh số |
| ------------------- | ------------------ | ----------------- | ----------------- | ------------- |
| 19 tháng 6 năm 2013 | Đĩa đơn hàng ngày  | 3                 | 42,796            | 52,130+       |
| 19 tháng 6 năm 2013 | Đĩa đơn hàng tuần  | 4                 | 42,796            | 52,130+       |
| 19 tháng 6 năm 2013 | Đĩa đơn hàng tháng | 14                | 42,796            | 52,130+       |
| 19 tháng 6 năm 2013 | Đĩa đơn cuối năm   | —                 | 42,796            | 52,130+       |

### Billboard Japan
| Bảng xếp hạng                              | Thứ hạng cao nhất |
| ------------------------------------------ | ----------------- |
| Billboard Japan Adult Contemporary Airplay | 4                 |
| Billboard Japan Hot Top Airplay            | 12                |
| Billboard Japan Hot Singles Sales          | 2                 |
| Billboard Japan Hot 100                    | 3                 |